# Guillaume Le Gentil

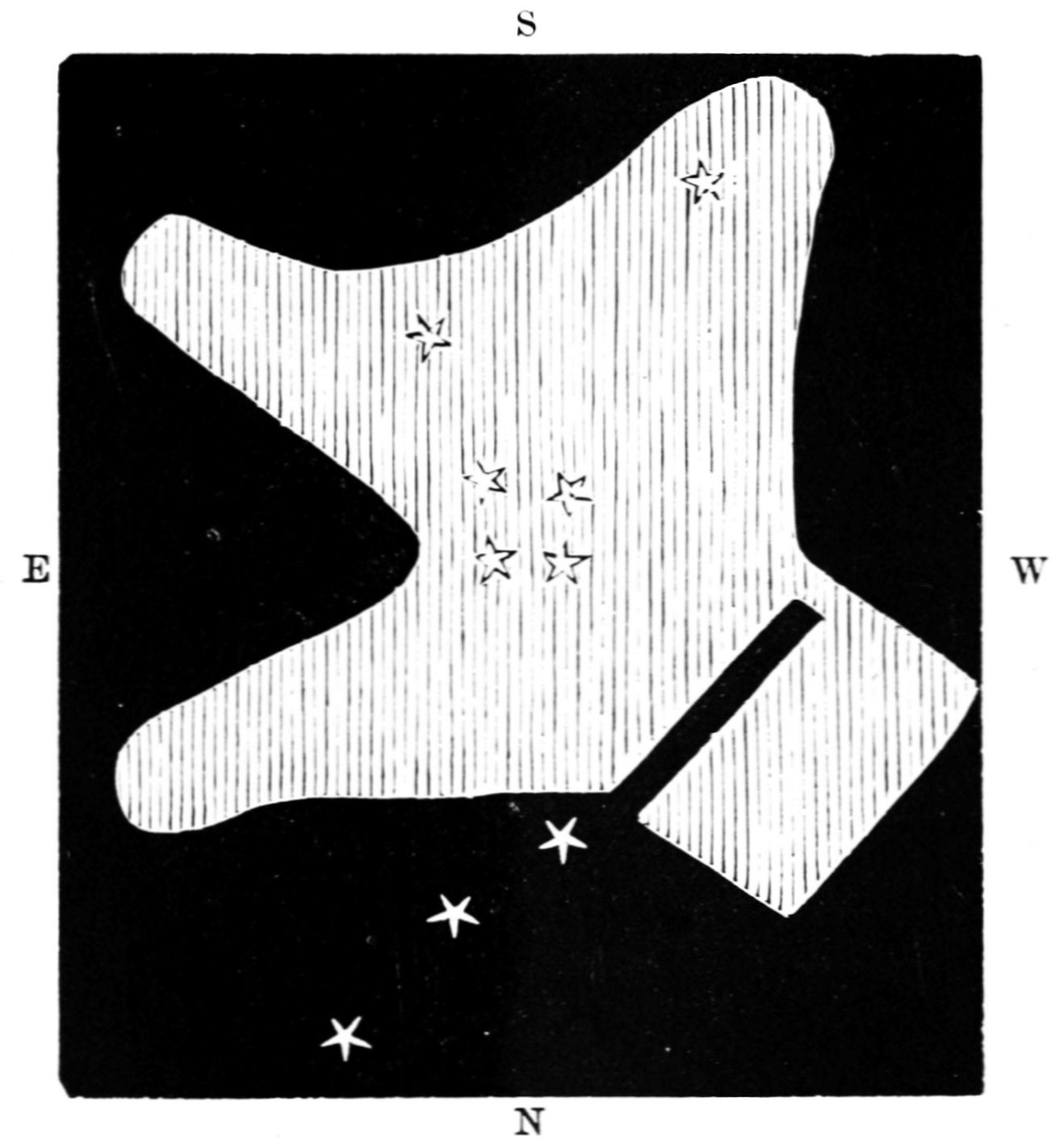
Dibujo de PSM V05 D274 Nebula orionis (1758), realizado por el propio Le Gentil

Guillaume Joseph Hyacinthe Jean-Baptiste Le Gentil de la Galaisière (Coutances, 12 de septiembre de 1725-París, 22 de octubre de 1792) fue un astrónomo francés, descubridor de una serie de nebulosas. Sin embargo, es más conocido por su obra "Voyage dans les mers de l'Inde...", un relato en primera persona de la infortunada expedición a la India para observar el tránsito de Venus. Ante el fracaso de la primera observación de 1761, decidió esperar durante ocho años en el sudeste asiático el siguiente tránsito, que tampoco pudo observar correctamente. Esta infructuosa tarea le mantuvo un total de once años alejado de Francia, donde ya se la había dado por muerto.

## Biografía
Le Gentil pensó en ingresar en una orden religiosa, pero finalmente se dedicó a la astronomía. Descubrió lo que en nuestros días se conocen como objetos de Messier M32, M36, y M38, así como la nebulosa M8, habiendo sido el primero en catalogar este elemento de la constelación de Sagitario. También catalogó la nebulosa oscura Le Gentil 3.

### Expedición para observar el tránsito de Venus
Sin embargo, hoy en día es sobre todo conocido y recordado por su infortunio durante la expedición científica destinada a observar el tránsito de Venus de 1761 en Puducherry, un dominio francés en la India, que relató casi 20 años después de su partida en la obra "Voyage dans les mers de l'Inde, fait par ordre du Roi, à l'occasion du passage de Vénus, sur le disque du Soleil, le 6 juin 1761 & le 3 du même mois 1769" (Viaje a los mares de la India, realizado por orden del Rey, con ocasión del tránsito de Venus, sobre el disco Solar, el 6 de junio de 1761 y el 3 del mismo mes de 1769).
El tránsito de Venus es un fenómeno astronómico poco frecuente, que permite determinar con bastante precisión la distancia Tierra-Sol, dato fundamental para numerosos trabajos astronómicos que en aquella época todavía no se conocía con exactitud.
Dado que el canal de Suez no existía en esa época, y dada la necesidad de encontrar un lugar propicio para las observaciones en un entorno básicamente desconocido, Le Gentil quiso reservarse un margen confortable de unos 15 meses, y partió de París en marzo de 1760, llegando a la Isla Mauricio en julio de ese mismo año. Desde allí, en marzo de 1761, se embarcó en la fragata rápida la Sylphide con destino a la Costa de Coromandel, y más precisamente Puducherry en India. Cuando la citada embarcación ya estaba próxima a su destino, sus ocupantes supieron que la guerra había estallado entre Francia y el Reino Unido, y que por lo tanto era entonces peligroso intentar desembarcar en Puducherry. La fragata tomó entonces ruta de retorno, y el 6 de junio de 1761, en plena mar, el día se presentó claro, pero de todas formas las observaciones astronómicas no pudieron ser realizadas en forma precisa, por causa de los movimientos de la embarcación.
El siguiente tránsito de Venus solo tendría lugar 8 años más tarde. No obstante, Le Gentil decidió quedarse todo ese tiempo en India o en sus inmediaciones (debe recordarse que los Tránsitos de Venus ocurren en pares de ocho años, separados uno del siguiente por más de un siglo).
Después de haber pasado cierto tiempo cartografiando la costa este de Madagascar, realizó un recorrido por el océano Índico, decidiendo registrar el esperado tránsito de 1769 desde Manila. Pero en vista de la poca hospitalidad recibida por parte de las autoridades españolas allí instaladas, que lo creían un espía, partió entonces hacia Puducherry, zona que venía de ser adjudicada a Francia por el Tratado de Paz de 1763. Llegó allí en marzo de 1768, donde construyó un pequeño observatorio, y esperó pacientemente. Finalmente llegó el día señalado, 3 de junio de 1769, pero entonces, a pesar de que las mañanas precedentes habían sido claras y despejadas, justo aquel día se presentó cubierto durante la ocurrencia del fenómeno, y en consecuencia Le Gentil no pudo realizar observación alguna.

### Retorno a Francia
El infortunado astrónomo emprendió el viaje de retorno a su tierra natal, pero ese viaje primero se retrasó por una enfermedad, y después su barco soportó una tempestad que lo obligó a desembarcar en la Isla Bourbon (hoy Isla Reunión), donde lo esperaba un navío español que le permitió regresar a Europa. Finalmente, después de tantas peripecias, y tras once años y medio, llegó a Francia en octubre de 1771, solo para descubrir que había sido declarado legalmente muerto. Debido a las distintas peripecias del viaje, naufragios y ataques de navíos, ninguna de las cartas que había enviado a la Academia y a sus próximos había llegado a destino. En consecuencia, su esposa se había vuelto a casar, sus bienes habían sido distribuidos entre sus herederos, y su puesto en la Academia Real de Ciencias había sido declarado vacante y ocupado. Inició entonces un proceso judicial reclamando sus bienes y su cargo, con la consecuencia de que perdió los primeros y consiguió satisfacción respecto del segundo, pero gracias a la propia intervención del Rey.

### Últimos años
Le Gentil se casó con una joven de una familia que conocía desde hacía mucho tiempo, y con ella tuvo una niña, viviendo en familia una veintena de años alojado en el propio Observatorio Real de París.

## Epónimos
- El cráter lunar Le Gentil lleva este nombre en su memoria.[5]